# Vaarkali (Haanja)
Vaarkali – wieś w Estonii, w prowincji Võru, w gminie Haanja.